# Pierre-Frédéric Péchin
Pour les articles homonymes, voir Péchin.
Pierre-Frédéric Péchin, né le 13 janvier 1814 à Neuchâtel (Suisse), mort le 19 février 1877 à Étupes (France), est un militaire, colonel de l'armée française.

## Biographie
Il est le fils de Jean Pierre Péchin (1877-1853) et Marie Madelaine Maillard. Il épouse le 6 février 1875 à Étupes, Marie Anastasie Daviau (1840-1916).
Pierre-Frédéric Péchin est élève à Saint Cyr en 1835, 18e promotion 1835-1837 de la Comète. 
En 1859, il participe comme Chef d'escadron à la Campagne d'Italie et y est blessé par un coup de feu à l'épaule lors de la bataille de Magenta le 4 juin 1859.
Le 17 juin 1859, il est fait Chevalier de la Légion d'honneur, puis Officier de la Légion d'honneur le 28 avril 1863.
Il participe aux campagnes du Siège de Paris en 1870 et 1871 (1er et 2e siège).
Il quitte l'armée après 40 ans de services.
C'est le grand-père maternel du caporal Jules-André Peugeot, connu sous le nom de Caporal Peugeot, premier mort militaire français de la Première Guerre mondiale, à Joncherey (Territoire de Belfort), le 2 août 1914 soit un peu plus de trente heures avant la déclaration officielle de guerre.

## Parcours militaire
Pierre-Frédéric Péchin est successivement promu :
- Sous-lieutenant, le 1er octobre 1837 ;
- Lieutenant, le 15 janvier 1840 ;
- Capitaine, le 5 juillet 1843 ;
- Capitaine 1re classe, le 13 avril 1849 ;
- Chef d'escadron, le 30 octobre 1857 ;
- Lieutenant-colonel, le 27 février 1869 ;
- Colonel, en 1870

### Décorations françaises
Chevalier de la Légion d'honneur (décret du 17 juin 1859)
 Médaille commémorative de la Campagne d'Italie
 Officier de la Légion d'honneur (décret du 28 avril 1863)

### Distinctions étrangères
Médaille de la Valeur Militaire de Sardaigne décret du 23 mars 1860